# Криміналіст
Криміналіст (від лат. criminalis — той, що пов'язаний зі злочином) — фахівець, до кола професійної діяльності якого належить практичне чи наукове розв'язання питань кримінального права та/або криміналістики.
У вузькому сенсі слова, фахівець в області криміналістики. Наприклад, прокурор-криміналіст — прокурор, який здійснює криміналістичне забезпечення слідства; науковець-криміналіст — учений, який вивчає криміналістику; експерт-криміналіст — фахівець, що здійснює криміналістичну експертизу.
У широкому сенсі слова, криміналіст — це фахівець у галузі кримінально-правових дисциплін. Наприклад, суддя-криміналіст — суддя з кримінальних справ. Раніше криміналістами називали всіх науковців, які спеціалізувалися в області кримінального права та кримінального процесу, однак із виділенням у системі кримінально-правових дисциплін криміналістики та кримінології, та розмежуванням кримінального та кримінально-процесуального права, термін «криміналіст» став застосовуватися лише у вузькому значенні, застосування його в широкому сенсі збереглося лише щодо суддів.
Згідно з Класифікатором професій ДК 003:2010 існують, зокрема, професії прокурора-криміналіста (код КП 2421.2) та спеціаліста-криміналіста (код КП 2423).

## Список криміналістів
Див.: Криміналісти